# Sorde-l'Abbaye

Sorde-l'Abbaye este o comună în departamentul Landes din sud-vestul Franței. În 2009 avea o populație de 646 de locuitori.

## Evoluția populației
| An        | 1975 | 1982 | 1990 | 1999 | 2006 | 2009 |
| --------- | ---- | ---- | ---- | ---- | ---- | ---- |
| Populație | 616  | 572  | 569  | 535  | 628  | 646  |